# 소닉 앤 너클즈 컬렉션
《소닉 & 너클즈 컬렉션》은 1997년 2월 14일 PC로 나온 모음집이다. 소닉 더 헤지호그 3와 소닉&너클즈, 그리고 '록-온 기술'을 이용한 소닉 3&너클즈를 합쳤으며, 메가드라이브판과 달리 블루 스피어즈를 수록하였고, MIDI로 이용한 사운드카드로 재생되어 사용하고, 아이스 캡 존이나 카니발 나이트 존, 런치 베이스 존 등 일부 음원이 바뀌어 나온다. 또한 세가측에서 고사양 사용자들이 창모드로 실행할 때 속도가 빠르게 넘어가는 문제점을 개선하는 스피드 패치를 제공하였고 본 제품에는 소닉 화면보호기(Sonic The Hegehog The Screen Saver) 프로그램이 수록되었다.